# 関西アカペラジャンボリー
関西アカペラジャンボリー (Kansai A cappella Jamboree!) とは、例年5月に関西で行われる、日本最大級のアカペラストリートイベントである。通称「カジャ！(KAJa!)」。その年のKAJa!は、「KAJa!」のあとに西暦を付け足して、「KAJa! 2020」のように呼ばれる。

## 概要
運営、出演者共に学生が主体となっている。
運営は、関西の大学のアカペラサークルに所属している学生から構成される、関西アカペラジャンボリー実行委員会（KAJa! 委員）によって行われる。実行委員会は、第一回から現在に至るまでの、KAJa!に共通する運営の理念として、「声だけで表現する音楽であるアカペラを、多くの人に楽しんでらいたい」「出演者と、アカペラを楽しむ人々が、刺激を与え合う一日にしたい」の２つを掲げている。
出演バンドは、例年約150組の応募の中から、1次審査（書類と録音による審査）および、それを通過したバンドが受けることができる2次審査（ライブパフォーマンス審査）から選出されたアマチュアバンドと、実行委員会が招致したゲストバンド（プロバンドおよびアマチュアバンド）で構成される。
例年多くの来場者数があり（2018年の来場者数は約6800人）、全国から集まる多数の応募（2018年の応募バンドは約150組）から出演者が決まる。また、INSPi、よういんひょくなど、現在ではプロとして活動しているバンドやミュージシャンのなかで、過去のKAJa!に出演した者もいる。こうしたことから、アカペラサークルに所属し、アカペラの活動をする者にとっては、Japan A cappella Movement と共に、憧れのステージとされることも多い。

## 歴史

### 1998年（初回）
- KAJa!の始まりは、1998年1月11日、アカペラ好きの社会人が、インターネット上の掲示板に投稿したことがきっかけとなった。それに賛同する形で数人がスタッフとして名乗りをあげ、ネット上でさらなるスタッフを募集し、また日本全国からパフォーマーを集めた。第一回は、5月30日に、大阪・ドーム前千代崎駅東側の「Padou」（現在は撤去）で行われた。
- 初回開催は、2000年ごろにゴスペラーズが人気を得て、アカペラが一般に知られるようになるその前であり、アカペラは現在ほどの人気はなかった。また、現在は数百人規模のアカペラサークルも少なくはないが、当時はできて数年のサークルが多く、人数も多くはなかった。そのため、アカペラが好きな者同士が、大学やサークルの枠を越えて集まるほとんど最初の機会となった。
- プロ・アマチュア・飛び入り参加を含めて日本各地から全国35組のバンドが参加し、約2000人を集客した。出演バンドは現在のように審査で決めるのではなく、その場にいた者どうしで発表することもあった。

### 1999年〜2008年
- この期間は、ほとんど京都駅前の広場で開催されている。
- 第２回は事前応募者のみの参加とし、第３回では６０近いバンドの応募があったため、これ以降、参加バンドは審査制となった。
- KAJa!2003からはキャッチコピーが設けられている。

### 2009年〜2010年
- 毎年の来場者が2500人を超え、これ以前の開催地である京都駅ビル　室町小路広場では、観衆は広場前の大階段ではおさまりきらなくなった。そのため、KAJa!2009からは開催地は京都駅ビルではなく、関西を転々とするようになった。
- ハモネプリーグや、ゴスペラーズの人気などによるアカペラブームの到来により、来場者は飛躍的に増加した。このころからメディアでも取り上げられるようになった[5]。

### 2011年〜2015年
- 2011年から2015年まで開催された、「アカペラバトルフェスティバル」の優勝、準優勝バンドにはKAJa!の出場権が与えられ[注釈 2]、これらのバンドは審査を受けることなく出場した[6]。
- 2013年は大阪・四天王寺の特設会場で行われた。これは、Welcomingアベノ・天王寺キャンペーン事務局（近畿日本鉄道株式会社・東急不動産株式会社・西日本旅客鉄道株式会社による）が、「アベノ・天王寺エリア アカペラタウン化計画」のひとつとして、KAJa!を誘致したことによる[7]。同じくこの「アカペラタウン化計画」の一環として、2016年以降のKAJa!は、大阪・天王寺公園エントランス広場「てんしば」で行われている。

### 2016年〜2019年
- 高校生のアーティストに注目をし、特別枠が設けられた。
- 2016年以降は、プレイベントとして「KAJa!チャレンジ（KAJa!チャレ）」が行われている。このイベントも上述の「アカペラバトルフェスティバル」と同じく観客による投票制で優勝、準優勝バンドを決める。これらのバンドにはKAJa!の一次審査が免除される。

### 2020年〜
- 新型コロナウイルスの影響を受け、2年連続（2020年～2021年）で開催中止となった。
- KAJa!2020では、二次ライブ審査を避け、音源審査でのみKAJa!当日の出演者を決めることになった。その後、1回の開催延期を経て、最終的に中止となった。

## 開催一覧
| - BREEZE - Brooklyn304（関西大学アカペラサークル）より２バンド - カクテル - Doo-Bies - M-Factory - 国士無双 - 村上百貨店 - Rag Jackets - ぽっかぽか - Lapis Lazuli | - Velvet Paw - Sawada Band - パリアッチョス - Cap Cay - Crazy Cref（京都アカペラサークル）より約７バンド - 6 Senses - Inspiritual Voices（大阪大学アカペラサークル） - The Voices of HAHS - なまず - 弱小 Five | - Clef（立命館大学アカペラサークル） - Decappella - KFC - Helz - Voices - Chicken Garlic Steak - Phew Phew L!ve |  |

| - 空海 - Chanter - DynaGoN - ６人でアカペラ - Jungle Jam - チリコンバンド - PYLON - Lapis Lazuli - KFC - こーろころころ岡山 | - 香港好運 - しっぽり - M-Factory - 国士無双 - Cause - BREEZE - Chicory - BBQ - ナマズ - Pitch Down - ぱっきゃまらど - Kolkhoz | - Vert-Pre - Jack Show Five - Queen's Tears Honey - FIEASTAS - Ylang-Ylang - J-Quintet - Baby Boo - 69th - Soul Yello - ガツンときた！鰺 - VELVET-PAW - CHICKEN GARLIC STEAK - Phew Phew L!ve |

| 第一部 - BREEZE - whoops! - うみねこや - 天使の合唱団 - Be in Voices - 讃岐Voice To Moon - ぽち - The Crescent Clan - BBQ - 香港好運 | 第二部 - The Voice of HAHS - 新(ARATA) - ’cause - voice - MatchVox - Noir - レインコーツ - Cachalot - NewClear Power - VELVET-PAW - チキンガーリックステーキ | 第三部 - Chanter - 小技 - アオイソラ。 - INSPi - Shuffle - PYLON - Full House - ChuChuChuFamily - トライトーン |

| - PYLON - 香港好運 - weeds - モダンズ - あまとら - COLLECTION - 声の箱 - 鯛茶ヅケーズ | - BBQ - MAMYY - whoops! - ゴスペリアン - 男の達人 - うみねこや - the Better Better - 讃岐Voice To Moon - E-Zucca | - チキンガーリックステーキ - I's Groove - たけし - R - Funky2001 - Shuffle - BREEZE - sigh.... - Full house - Baby Boo |

| - BREEZE - ラマーズ3000 - JOKER - 鉄ぼう - ANY2 - ALUMINUM - fever doll - après-midi - 歌奉行 | - Dynamite A Go!! Go!! - RED VOICE - ケンケロリン - 男の達人 - 讃岐 VoiceTo Moon - BRING UP MIND - Little Blue - アフタヌーン谷 - あまとら | - Noir - COLLECTION - Six Poisons - piece by piece - Funky2002 - たけし - Baby Boo |

| - ZEST - サラダボウル - après-midi - O-ZOC - ペンギンフィッシュ - .u - あまとら - BREEZE | - dove - Ballade Box - NEW KINGS - しゃんそん'z - 婦人会 - まぜごはん | - Noir - tian hua - 強敵(とも) - 讃岐 Voice To Moon - けんけろりん - COLLECTION - Baby Boo |

| - Chu Chu Chu Family - Blue Notes - tian hua - Old fashion - feel - Ful_throttle - est - きよし - CRAZY☆山鉾★Fever | - AJI - Baby Boo - VELVETPAW - BREEZE - Viva×Sugar!! - Q愛エナジー - 天覇 - ダイナマイトしゃかりきサーカス - エクセレントファシノ - のんびり小町 | - チキンガーリックステーキ - BPS - Sento Nel Core - Respects - Fizz - RAVRING - たけし - The☆KAJITA |

| - clearance - SYNCL!CK - 伊藤家 - REALYTHM - SYMPATHY - soulman - Colors - chinon - THE☆KAJITA | - けんけろりん - ダイナマイトしゃかりきサーカス - チキンガーリックステーキ - CENTRAL LEAGUE - Soul too Soul - Stereophonics - DECAPELLA | - ユミパ - 庵 - BREEZE - 宝船 - CRAZY☆山鉾★Fever - Joker - Ful_throttle - きよし - 天覇 - 七重 - AJI |

| - チキンガーリックステーキ - PRANK STAR - P．B． - 天覇 - SHATI - mab - Permanent Fish | - Get7 - CENTRAL LEAGUE - にこにこぷん - UNITE - CAPRI - rhapsody - VIVA!DIVA - Vertical Suspending Syncopation ～略して馬刺し～ - feel | - 黒蝶 - ダイナマイトしゃかりきサーカス - ViNTAGE - 宴 - 弁天 - REALYTHM - Eau de Rose - Harmonic×Garlics - Cooley High Harmony - 質実剛健ズ - SUGAR SIXX |

| - Baby Boo - The House Dust - ex-CADEAU - 花鴉風月 - J.B - malo - リストラーズ - Zy(R) - Permanent Fish | - NEW KINGS - 地雷原 - 森番 - Vertical Suspending Syncopation ～略して馬刺し～ - やぶれかぶれ - _roken hearts - 阪急タイガース - AJI | - Carmen - KJ Brothers - Tribe of Groovers - chercher - REALYTHM - たけし - All i Need - Get7 |

| - violet - Amproud - R-gray - AS★KNOW - ENCORED - VIVA!DIVA - 魂よしこ - 爛歌 | - plu-tone - ダイナマイトしゃかりきサーカス - エクセレントファシノ - リストラーズ - Cliché - 明音 - やぶれかぶれ - Funk Babys' - ハゲタカ - Synchro Symptoms |  |

| - TOBOSSO - X-rate - ユメイロ - Cut In Soul - POKER - さとし - Permanent Fish | - タートルズ - Black Pepper - はやうま - Main Black - 恋時雨 - Blendy |  |

| - VOLCOM. - ACE - AS★KNOW - PLATI-NUTS☆ - SToRY - 儚音 - Rhythm Reflection - どんぐり - Permanent Fish | - SOLZICK - Note - 亜麻音 - むくむく - TRY-TONE - RED VOICE - Criss Cross - polka dots - アキレス・健・ヌッツォ |  |

| - Note - ViViD CHRONICLE - 亜麻音 - Pretz - boys'vanguard - 田中 - 颯 - アルバトロス - Euphonics | - Secret Chord - Whiz - 寺井トーン - むらさきのうえ♪ - アダム - V.I.P. - polka dots - Broad6 - Queen's Tears Honey |  |

| - I♥$ず - 彩 - Grazioso - Sea Dats - SIGNAL - 6-senSE | - 鐘月 - stilla - Pretz - BOSS - macle | - Moscow Mule - Sugar Style Spirit - Smooth Ace |

| - Permanent Fish - Wee-Wee - Loco Moco Sunset - icon(∵) - ほたる | - 瀬戸内ジャクソン - Bumpy - Blast! - Unlimited tone | - 鐘月 - Bet the Pink - Planaria - J³ - 6-senSE |

| - パンダクション - しらゆりパジャマ - Peppers - ア・ニマーレ - Wee-Wee | - モンタージュ - magic stella - Syntatonix - 摩訶不思議 - ∫（インテグラル） | - Planaria - Nick Jagger - Baby Boo - Permanent Fish |

| - マイカープラン - Whisper's - XO - 背徳の薔薇 - 'N-Fact | - Peanuts - AQUA MARINE - Schaft - Peppers - Wee-Wee | - 不倒翁 - 洛陽 - Nick Jagger（ゲスト） - JARNZΩ - Permanent Fish |

| - 不倒翁 - 綾鷹 - Amie - とっとこ味噌太郎 - Coanos | - Pikmin - Whisper's (ゲスト) - ラス☆ベガス - 小春日和 | - 霊チョールズ - 背徳の薔薇（ゲスト） - MaL Feat. Ray Yamada - Unlimited tone - Permanent Fish |

| １部 - Permanent Fish（プロ） - 西陣 - 綾鷹 - 6-senSE（ゲスト） - ケミカルテット - PAVÔNE | ２部 - Chicken Garlic Steak（プロ） - GAP - Scarlet - 次世代ステージ ・開星中学・高等学校 Soleil ・高田商業高等学校 お子様ランチ# - 羅生門 - Avant | ３部 - INSPi（プロ） - Emerald Mountain - Million Dollar - 洛陽（ゲスト） - Evans' blue - Vaudeville |

| １部 - 雅 - 西雄記 - 真骨頂 - Be Together | ２部 - 栞 - Eight Note - シューベルトの孫 - Shogo Free | ３部 - Back Only - こるまーる - 五右衛門 - 月曜日のネコ - 西陣 ＜プロゲスト＞ - Cooley High Harmony - ダイナマイトしゃかりきサ〜カス - Permanent Fish - 相川七瀬 - Peppers（アマチュアゲスト） ＜次世代ステージ＞ - Vigor - ひふみ |

| １部 - sus4 - 浦上サイダー - The MateReal - ダーウィンズ | ２部 - @810 - Parte da Vinci - Martematic Jazz - 茜音雲 | ３部 - Riot - 吟 - Union Crow - 月曜日のネコ ＜プロゲスト＞ - VOJA-tension - TOMOKIN - SugarS |